# Złatoustiwka (obwód dniepropetrowski)
Złatoustiwka (ukr. Златоустівка) – wieś na Ukrainie, w obwodzie dniepropetrowskim, w rejonie krzyworoskim, w hromadzie Nowopilla. W 2001 liczyła 916 mieszkańców, spośród których 874 wskazało jako ojczysty język ukraiński, 40 rosyjski, 1 białoruski, a 1 gagauski.